# Libra nigeriana
La libra fue la moneda de Nigeria desde 1907 hasta 1973. Hasta 1958, se utilizó la libra de África Occidental británica, pero a partir del año antes mencionado, Nigeria comenzó a emitir su propio dinero. La libra se subdividía en 20 chelines, y cada chelín en 12 peniques. La libra nigeriana poseía paridad cambiaria con la libra esterlina. La libra circuló hasta el 1 de enero de 1973, cuando se la reemplazó por el naira a razón de 1 libra = 2 naira. De esta forma, Nigeria fue el último país africano en abandonar el sistema monetario de la libra.

## Billetes
Durante 1918, se realizaron emisiones de emergencia de papel moneda con denominaciones de 1, 10 y 20 chelines. Ya en 1959, el Banco Central de Nigeria introdujo una familia de billetes de 5, 10 chelines, 1 y 5 libras. Dos series más con estos mismos valores se emitieron en 1967 y 1968.

## Monedas
En 1959 fue puesta en curso legal la serie de monedas. Las mismas se componían de los siguientes valores: ½, 1, 3, 6 peniques, 1 y 2 chelines. Las monedas de ½ y 1 penique eran de Bronce y poseían una perforación en su centro. Las de 3 peniques eran dodecagonales y se componían de Níquel-Latón. Las restantes denominaciones fueron acuñadas en Cupro-Níquel.
| Denominación | Emisión | Material     | Forma                            |
| ------------ | ------- | ------------ | -------------------------------- |
| ½ penique    | 1959    | Bronce       | Circular con perforación central |
| 1 penique    | 1959    | Bronce       | Circular con perforación central |
| 3 peniques   | 1959    | Níquel-Latón | Dodecagonal                      |
| 6 peniques   | 1959    | Cupro-Níquel | Circular                         |
| 1 chelín     | 1959    | Cupro-Níquel | Circular                         |
| 2 chelines   | 1959    | Cupro-Níquel | Circular                         |